# Die Republik der Diebe
Die Republik der Diebe ist der dritte von sieben geplanten (Stand 2022) Romanen im Fantasy-Zyklus Gentleman Bastards des US-amerikanischen Autors Scott Lynch. Er wurde erstmals 2013 als The Republic of Thieves von Del Rey veröffentlicht. Auf Deutsch wurde der Roman unter dem Titel Die Republik der Diebe publiziert, der in der Übersetzung durch Ingrid Herrmann-Nytko 2014 bei Heyne erschien. Es beschreibt die weiteren Abenteuer von Locke Lamora und Jean Tannen sowie Sabetha, Lockes großer Liebe, die in den ersten beiden Bänden nur erwähnt wurde.

## Handlung
Das Buch beginnt mit dem ersten Treffen von Locke und Sabetha, der Frau, in die er während der gesamten Serie verliebt ist, die aber erst in diesem Buch vorgestellt wird. Es startet mit einer Rückblende in Lockes Jugend. Sabetha und Locke treffen sich, als sie noch Teil der „Hügel der Schatten“-Bande unter dem „Lehrherrn der Diebe“ sind, und sie soll dafür sorgen, dass er und zwei andere Unruhestifter nicht erwischt werden. Danach verliebt sich Locke in sie, sieht sie aber nicht oft. Er bleibt nachts wach und sucht nach ihr. Eines Tages kehrt Locke nach  Hügel der Schatten zurück, um von den älteren Kindern zu hören, dass Sabetha ertrunken ist und er sie nie wieder sehen wird.
Nach dieser Rückblende wechselt die Szene zu den Auswirkungen der Handlungen von Sturm über roten Wassern, wo Locke im Sterben liegt und Jean daran arbeitet, sein Leben zu retten. Jean bringt jeden Physikus oder Arzt zu Locke in der Hoffnung, dass sie ihn retten können. Jean entführt einen Physikus, der nicht helfen will. Dieser kann dann auch nicht helfen. Kurz darauf werden die beiden von einer Schlägertruppe aufgesucht, die sie in ihrem Zimmer zusammengeschlagen, weil sie den Physikus entführt haben. Patience von den Soldmsagiern erscheint, nachdem sie verprügelt wurden, und bietet dem Paar einen Deal an. In Karthain finden die Wahlen zum „Conseil“ (der Ratsversammlung) statt. Diese Wahlen dürfen nicht direkt von den Magiern beeinflusst werden. Also suchen die beiden Fraktionen Mittel und Wege die Wahlen zu manipulieren ohne selbst einzugreifen. Die beiden sollen mit ihren Täuschungen und Tricks die Wahl zugunsten von Patience Fraktion manipulieren. Im Gegenzug dafür wird Locke von seiner Vergiftung auf magischem Weg geheilt. Die beiden sind einverstanden.
Nachdem sie zugestimmt haben, tragen die Soldmagier Locke zum Schiff nach Karthain, während Jean geht. Sobald sie an Bord sind, bringen sie Locke in einen speziellen Raum, wo sie die Heilung durchführen werden. Während der Heilung sieht Locke seinen toten Partner Bug, der ihn warnt. Die Zeremonie ist endlich abgeschlossen und Locke lebt und ist hungrig. Die Soldmagier sind alle sehr müde von der Heilung. Danach erfahren sie, dass Sabetha für die andere Seite, die „Schwarze-Iris-Partei“, arbeitet und sich schon seit einigen Tagen in Karthein aufhält und demzufolge schon einen Vorsprung in der Planung hat.
Als sie in Karthain ankommen, beginnen sie die Manipulationen. Mit etlichen Betrügereien, Fälschungen, Drohungen und Tricksereien versuchen sie, die Stimmberechtigten in ihrem Sinne zu beeinflussen. Sabetha setzt ähnliche Mittel ein, sodass die beiden Parteien sich gegenseitig etliche „Streiche“ spielen. Sabetha trickst Locke und Jean aus, betäubt sie und lässt sie auf ein Boot bringen. Auf diesem Boot werden sie fürstlich bewirtet und erfahren, dass sie bis zum Ende der Wahl dort festgehalten werden sollen. Sie schaffen es in einem Beiboot zu entkommen und kehrten zurück nach Karthain.
Nach einer mehrtägigen Reise zurück nach Karthain schließen Locke und Sabetha zu ihrer eigenen Sicherheit und Jean einen Waffenstillstand, um Problemen vorzubeugen und den Soldmagiern eine gute Show zu bieten. Die Wahlen gehen weiter und gegen Ende erklärt Patience Locke und Sabetha, dass Locke ein uralter Soldmagier sein könnte, der erfolgreich von einem Körper zum Körper eines Kindes gewechselt ist. Der Preis dafür war die Pest, die in früheren Büchern erwähnt wurde. Die Wahl findet letztendlich doch statt. Das endgültige Wahlergebnis lautet 10 – 9 zugunsten der Schwarze-Iris-Partei, also Sabethas Fraktion. Einer von Lockes Plänen greift nun und ein Schwarze-Iris-Partei-Mitglied ändert seine Position auf neutral und erklärt zu keiner der beiden Parteien zu gehören. Da er gewählt wurde, steht es nun 9-9-1
Locke, Jean und Sabetha entkommen aus Karthain. Locke wacht in der Nacht auf und Patience erklärt ihm, dass er ein Magus sein kann oder nicht, aber sie wird es ihm nicht sagen. Sabetha ist gegangen, nachdem sie davon erfahren hat. Jean erscheint und Locke sagt ihm, dass er Sabethas Wunsch nach Freiraum respektieren und ihr nur folgen wird, wenn sie es wünscht.
Im Epilog wird eine Geschichte über den Falkner und seine Reise zur Wiedererlangung der Macht erzählt. Der Epilog endet damit, dass der Falkner seine Mutter Patience tötet.

## Hintergrund
Dies ist das dritte Buch in der Reihe „Gentleman Bastards“, und es hat am längsten gedauert, es zu schreiben. Zwischen dem vorherigen Buch und diesem litt Scott Lynch an Depressionen, stand vor einer Scheidung und litt aus diesen Gründen an einer Schreibblockade.

## Synopsis
Das Buch beginnt mit dem ersten Treffen von Locke und Sabetha, der Frau, in die er während der gesamten Serie verliebt ist, diese aber erst in diesem Buch vorgestellt wird. Sabetha und Locke treffen sich, als sie noch Teil der Kinderdiebbande sind.
Nach dieser Rückblende wechselt die Szene zu den Folgen von Sturm über roten Wassern, wo Locke im Sterben liegt und Jean verzweifelt versucht ihn zu retten. Patience, eine Soldmagierin, erscheint und bietet dem Paar einen Deal an. Sie können mit ihrer Fraktion der Soldmagier zusammenarbeiten, um im Gegenzug für Lockes Rettung Wahlen zu manipulieren. Der Haken ist die Tatsache, dass Sabetha für die andere Seite arbeitet.
Von diesem Punkt an wechselt das Buch zwischen Rückblenden, in denen Locke und Sabetha von Vater Chains lernen, und den gegenwärtigen Spielen zwischen Sabetha und Locke.

## Ausgaben
- The Republic of Thieves. Del Rey, 2013, ISBN 978-0-553-80469-0.
  - Die Republik der Diebe. Heyne, 2014, ISBN 978-3-453-53194-9.